# Olive Tree
Olive Tree ist ein Lied des englischen Singer-Songwriters und Rockmusikers Peter Gabriel. Es ist am 1. Dezember 2023 auf Gabriels zehntem Studioalbum i/o erschienen.

## Geschichte
Das Lied wurde erstmals als Weltpremiere bei dem ersten Konzert der I/o The Tour am 18. Mai 2023 in der Tauron Arena in Krakau, Polen live gespielt und gehörte immer zur Setlist der Tournee.
Die Erstveröffentlichung von Olive Tree erfolgte als achte Single des Albums i/o am 1. August 2023.
Diese wurde als Einzeltrack zum Download und Streaming durch Real World Records veröffentlicht. Hierbei handelt es sich um den sogenannten Bright-Side Mix, der von Mark „Spike“ Stent abgemischt wurde. Ähnlich wie bei den in den sieben Monaten zuvor veröffentlichten Titeln Panopticom, The Court, Playing for Time, i/o, Four Kinds of Horses, Road to Joy und So Much wurde das erste Veröffentlichungsdatum der Single so gewählt, dass es mit einem Vollmond zusammenfällt.
Insgesamt wurden drei verschiedene Mixe des Titels veröffentlicht: Nach dem Bright-Side Mix (gemixt von Mark „Spike“ Stent) wurde am 16. August 2023 der Dark-Side Mix (gemixt von Tchad Blake) und der Atmos In-Side Mix (von Hans-Martin Buff) an dem darauffolgenden Neumond veröffentlicht.

„Mir gefällt die Idee des Multiple-Mix-Ansatzes sehr gut, denn für die meisten Künstler ist der Prozess und nicht das Produkt das Wichtigste. In gewisser Weise versuche ich, den Prozess für diejenigen, die daran interessiert sind, ein wenig mehr zu öffnen.“

## Artwork
Das Cover-Artwork der Single zeigt ein Gemälde von dem Künstler Barthélémy Toguo aus Kamerun mit dem Titel Chroniques avec la Nature. Bei seinem Bild handelt es sich um eine Tinten-Malerei auf Leinwand. Es ist angelehnt an eine lose Reihe großformatiger Bilder mit vitalen, organischen Motiven in kräftigem Grün und Blau. Toguos Thema ist reisen, migrieren, Grenzen überschreiten, Grenzen verwischen. Und hier wie im Lied verwischen sich die Grenzen zwischen Mensch und Gewächs, Welt und Gewässer. Wie auch schon bei Road to Joy sieht man das Albumlogo auf dem Bild nicht.
Auf dem Bild ist eine auf dem Rücken liegende, menschliche Gestalt, deren Arme und Beine sich in Baumstrukturen, Stämme und Zweige verlängern, zu sehen. Darunter befindet sich ein Fisch, dessen Flossen ungewöhnlich struppig wirken, etwa wie ein Fell. Grätenstrukturen sind an dem Fisch ebenfalls sichtbar. Allerdings wirkt der Fisch nicht tot. Der Hintergrund ist in dem Bild nur durch viele Punkte angedeutet. Im oberen Teil sind sie überwiegend in demselben Grünton wie die Hauptmotive gehalten, im unteren Drittel sind sie blau, was möglicherweise für ein Gewässer steht, in dem der Fisch scheinbar schwimmt. Toguo hat das Bild speziell für diesen Song angefertigt, was bei den Liedern des i/o-Albums eine Ausnahme darstellt. Er wollte etwas darstellen, was direkt auf die Inhalte des Musikstücks eingeht.

„Ich kannte die Arbeit von Barthélémy Toguo, die ich sehr eindringlich und stark fand, aber ich traf ihn zum ersten Mal 2015 bei WOMAD, als er als Artist in Residence kam. Damals habe ich noch nicht über dieses Projekt (i/o) gesprochen, aber als ich darüber nachdachte, mich wieder mit der Natur zu verbinden, erschien mir seine Arbeit ideal. Ich finde, es ist super stark und sieht auf der Bühne wunderbar aus. Barthélémy hat sich das Lied angehört und sein Werk als direkte Reaktion auf die Musik geschaffen, was bei den anderen Künstlern nicht immer der Fall war, aber er war entschlossen, etwas Neues zu schaffen, und ich bin sehr froh, dass er das getan hat, es ist wunderbar.“

## Hintergrund
Aufgenommen in Gabriels Real World Studios in Box, Wiltshire und im Beehive und in den British Grove Studios in London sind auf Olive Tree unter anderem wieder Tony Levin an der Bassgitarre, David Rhodes an der E-Gitarre, Manu Katché am Schlagzeug, das ständige New Blood-Orchester für dieses Album, Josh Shpak an der Trompete, Evan Smith am Saxophon und Ged Lynch (der auch schon auf OVO und Up spielte und während der Growing Up Tour 2003 und 2004 als auch der Rock Paper Scissors Tour 2016 Teil der Tourband war) an der Perkussion zu hören. Dieser gehört ebenfalls bei Love Can Heal zu den Mitwirkenden.
Der Bright-Side Mix der Single wurde am achten Vollmond des Jahres 2023 veröffentlicht, genannt Sturgeon Moon. Gabriel kündigte bei der Veröffentlichung des Titels Panopticom an, dass weitere Bright-Side Mixe von Titeln des Albums von Mark „Spike“ Stent und weitere Dark-Side Mixe von Tchad Blake veröffentlicht werden. Der erste Mix wurde jeweils bei Vollmond und die weiteren bei Neumond veröffentlicht Darüber hinaus wurden von allen Titeln In-Side Mixe in Dolby Atmos von Hans-Martin Buff angekündigt, die von ihm im Red Room der Real World Studios und seinem eigenen Tonstudio Aural Majority Pad in Boofland erstellt wurden. Diese können auf Apple Music, Amazon Music als auch der Audio-Blu-ray des Albums gehört werden. Als Stereo-Variante steht bzgl. der Streamingdienste der jeweilige Dark-Side Mix zur Verfügung
Musikalisch bietet Olive Tree einen weiteren Up-Tempo-Moment für das Album i/o. Peter Gabriel wollte, dass das Lied etwas Tempo hat, aber gleichzeitig auch etwas Geheimnisvolles. Er bezeichnet es als eine Feier. Seiner Meinung nach vermittelt es ein echtes Gefühl des Lebendigseins.

## Inhalt und Bedeutung
Der Liedtext von Olive Tree handelt von einer Reise in die Welt der Gedanken. In die Welt der Natur, der Pflanzen, des Wassers, des Lebens. Das Lied Olive Tree kündigte Gabriel während der i/o-Tour mit der Erklärung an, dass es bald möglich sein wird, Gedanken des menschlichen Gehirns in Videobilder umzuwandeln. Das gelingt mit Hilfe eines Helms mit Elektroden, der Hirnaktivitäten erkennt. Privates kann dann zugänglich und lesbar werden. Was für viele ein erschreckender Gedanke sein mag, sieht Gebriel aus der positiven Perspektive. Er meint, dass die Menschen dann keine einsamen Inseln mehr sind, sondern offen und verbunden. Er meint, dass es eventuell möglich sein könnte andere, nichtmenschliche Lebensformen zu verstehen und eine Verbindung mit ihnen zu finden. Das Stück folgt einem, der hineinsteigt in eine andere Welt und sie in ihrer ganzen Vitalität erlebt.
Über den Ursprung des Liedes sagte Gabriel:

„In gewisser Weise glaube ich, dass wir Teil von allem sind und dass wir wahrscheinlich über Mittel verfügen, um mit allem in Verbindung zu treten und zu kommunizieren, die wir oft ausblenden. Wir wollen nur die Dinge sehen und hören, die uns wichtig und relevant erscheinen, und blenden den Lärm von allem anderen aus, obwohl in diesem Lärm wahrscheinlich alle möglichen Dinge versteckt sind, die uns helfen können, unseren Platz in dieser zukünftigen Welt zu erkennen. Der Gedanke, dass wir nicht länger eine Insel sind, auf der wir unsere eigenen Gedanken haben, sondern dass unsere Gedanken der Außenwelt zugänglich gemacht werden, trägt dazu bei. Das Schmiermittel, das das Funktionieren der Gesellschaft ermöglicht, basiert zum Teil darauf, dass wir nicht lesen können, was in den Köpfen anderer vor sich geht. Wenn wir uns also nicht wohler fühlen, wie wir wirklich sind, werden wir es wahrscheinlich vorziehen, teilweise in unseren privaten Welten begraben zu bleiben.“

Wie bereits der am 4. Juni 2023 veröffentlichte Song Road to Joy ist auch Olive Tree Teil eines eigenständigen Projekts, das mit dem menschlichen Gehirn zu tun hat und an dem Peter Gabriel derzeit arbeitet. Außerdem wurde es teilweise durch sein Interesse an der Gehirnforschung von Jack Gallants Labor in Berkeley und Mary Lou Jepsens Arbeit bei Openwater.cc beeinflusst.
Das Thema des Künstlers Barthélémy Toguo ist reisen, migrieren, Grenzen überschreiten und Grenzen verwischen. In seinem Bild verwischen sich wie in dem Text des Liedes die Grenzen zwischen Mensch und Gewächs, Welt und Wasser.
In Olive Tree sind bis zu diesem Zeitpunkt am deutlichsten Elemente afrikanische Musikmotive auf dem Album i/o zu hören.
Der Olivenbaum gilt oftmals als Symbol für Weisheit und Unsterblichkeit, für Beständigkeit und Frieden.

## Bandcamp Exclusives
Für die Abonnenten des Kanals von Peter Gabriel bei dem Online-Musikdienst Bandcamp wurden zusätzlich zu den Bright-Side und den Dark-Side Mixen alternative Versionen der bis jetzt veröffentlichten Titel des Albums i/o auch zum Download zur Verfügung gestellt, wie auch Videoclips, die deutlich mehr in die Tiefe gehen als die Clips auf YouTube, die an jedem Vollmond regulär erscheinen (meistens an Neumond, manchmal später).
Olive Tree (Band Session) – 7:51 – Völlig beruhigte Version von Olive Tree mit leichten Textänderungen. So gibt es hier im Intro nur einen unauffälligen E-Bass und leichte Rimbeats des Schlagzeugs, ergänzt um eine E-Gitarre, die ein ruhiges Motiv wiederholt, weitgehend auf einer Saite gezupft.

## Musikvideo
Das Musikvideo zu Olive Tree von dem Benutzer Oranguerillatan wurde am 23. Januar 2025 zusammen mit der KI-Musikvideocreator-Plattform 50:50 veröffentlicht, die eine fairere Aufteilung der Aufmerksamkeit und der Einnahmen zwischen dem Urheber der Musik und dem der visuellen Elemente erreichen soll. Das bereits zwischen Dezember 2023 und Januar 2024 entstandene Olive Tree-Musikvideo illustriert den Inhalt des Liedtextes mit der Reise eines animierten Helden, der mit der Hilfe eines Helmes in die Welt seiner Gedanken durch die vier Jahreszeiten reist. Mit jedem weiteren Zyklus macht der Protagonist eine Wandlung durch und entwickelt sich von einem neugierigen Beobachter zu einem entschlossenen Erforscher der vernetzten Welt um ihn herum. Je tiefer er in diese Welt eindringt, desto mehr weicht seine anfängliche Skepsis einem Gefühl von Zielstrebigkeit und Verbundenheit, geleitet von dem allgegenwärtigen Motiv des Vollmonds, einem Symbol für Kontinuität und zyklische Erneuerung. Während dieser Reise wird die Zeit fließend und übersteigt die konventionellen Vorstellungen von Alter und linearer Entwicklung.

## Mitwirkende
(Quelle:)

### Liedproduktion
- Tchad Blake – Mixing (Dark-Side Mix)
- Hans-Martin Buff – Dolby-Atmos-Mixing (In-Side Mix), zusätzliche E-Gitarre (nur In-Side-Mix)
- Richard Chappell – Vorproduktion-Toningenieur, Rhythmus-Programmierung
- Tom Coath – Assistenz-Orchester-Toningenieur
- Matt Colton – Mastering
- Faye Dolle – Assistenz-Toningenieurin
- Peter Gabriel – Hauptgesang, Begleitgesang, Klavier, Synthesizer, Produzent, Rhythmus-Programmierung
- Oli Jacobs – Toningenieur
- Lewis Jones – Orchester-Toningenieur
- Manu Katché – Schlagzeug
- Tony Levin – Bassgitarre
- Ged Lynch – Perkussion
- Katie May – Toningenieurin
- David Rhodes – E-Gitarre, 12-saitige Gitarre, Akustische Gitarre
- Dom Shaw – Toningenieur
- Josh Shpak – Trompete
- Evan Smith – Saxophon
- Mark „Spike“ Stent – Mixing (Bright-Side Mix)
- Luie Stylianou – Assistenz-Orchester-Toningenieur

### Orchesterproduktion
- Mitglieder des New Blood Orchestra:
  - Orchester-Arrangements – John Metcalfe, Peter Gabriel
  - Geigen – Everton Nelson, Ian Humphries, Louisa Fuller, Charles Mutter, Cathy Thompson, Natalia Bonner, Richard George, Marianne Haynes, Martin Burgess, Clare Hayes, Debbie Widdup, Odile Ollagnon
  - Bratschen – Bruce White, Fiona Bonds, Peter Lale, Rachel Roberts
  - Celli – Ian Burdge, Chris Worsey, Caroline Dale, William Schofield, Tony Woollard, Chris Allan
  - Kontrabass – Chris Laurence, Stacy Watton, Lucy Shaw
  - Dirigent – John Metcalfe
  - Konzertmeister – Everton Nelson
  - Betreuer der Noten – Dave Foster
  - Auftragnehmer des Orchesters – Lucy Whalley und Susie Gillis für Isobel Griffiths Ltd.[7]

### Unternehmen
- Aural Majority Pad – Tonstudio (Dolby Atmos Mix)
- The Beehive – Tonstudio
- British Grove – Tonstudio
- Metropolis Mastering – Mastering
- Real World Studios – Tonstudio